# 拉爾夫·費爾曼 (足球運動員)
拉爾夫·費爾曼（德語：Ralf Fährmann，1988年9月27日—）是德國的一位足球運動員，司職門將，現效力於德甲球隊沙爾克04。

## 球會生涯

### 早期
費爾曼在1995年便加入开姆尼茨幸运青年隊，在1998年轉投較大的球會开姆尼茨，5年後加盟魯爾河球會沙爾克04，並在2006年隨U19青年隊贏得德國A級青年聯賽冠軍。
2007年1月弗朗克·羅斯特加盟漢堡後，費爾曼簽下一份職業合約至2009年季末，並在2007/08球季成為球隊的三號守門員，排在曼努埃尔·诺伊尔和马蒂亚斯·朔贝尔之後。他的首場職業比賽是在2008年9月13日的魯爾區德比對多特蒙德，以3-3戰平。效力沙爾克04期間總共在德甲聯賽上場3次，德國盃和欧足联欧洲联赛各1次。

### 法蘭克福
費爾曼的合約在2009年6月到期，由於與一號守門員诺伊尔的地位穩如泰山，他無法競爭一席位，於是沙爾克04選擇放棄費爾曼，後者簽法蘭克福簽約三年至2012年。加盟不久後費爾曼受到重傷，法蘭克福教練米夏埃尔·斯基贝於是起用奧卡·尼科洛夫為主力守門員。直到聯賽第12週作客勒沃库森才首次上場，並4次從自家大門撿回皮球。2011年3月，新教練克里斯托夫·道姆決定起用費爾曼至賽季結束，但球隊最終仍要降級至德國足球乙組聯賽。

### 重回沙爾克04
2011年夏天，由於诺伊尔轉投拜仁慕尼黑，於是費爾曼與沙爾克04簽下合約至2015年，作為诺伊尔的替代者。由於法蘭克福降級至德乙，費爾曼能以自由身身份自由轉會。他重回沙爾克04的首場比賽是德國超級盃對多特蒙德，並作出多次撲救力保不失，最終沙爾克04在點球大戰中獲勝奪盃。他在2011年10月16日對凱沙羅頓的比賽中受傷，需要休養超過一個月。傷癒後他的位置已被拉尔斯·翁纳施塔尔和新加盟的蒂莫·希尔德布兰取代。
2012/13球季，費爾曼參加了4場二隊比賽，並在一隊淪為第三選擇。並在翁纳施塔尔受傷期間提升至二號守門員，並在他傷癒後一直保持該位置。
2013年9月25日，近兩年沒有參加正式職業比賽的費爾曼在德國盃對达姆施塔特的比賽中上場，但在中途因傷退賽。由於希尔德布兰背傷而無法上場，費爾曼在2013年10月19日對布伦瑞克賽事中上場並以3-2獲勝，並在11月26日首次參加歐洲冠軍聯賽，對手為布加勒斯特星隊，以0-0悶和。之後由於希尔德布兰表現不濟，費爾曼取代了他成為球隊的一號守門員並參加了2013/14球季下半季所有賽事。2014年5月4日，他與球隊續約至2019年。。
2017/18球季，費爾曼正式成為沙爾克04的隊長，並且在34場比賽內有13場無失分，成為當季最多保持無失分的守門員。球季結束後費爾曼也和球隊續約至2022年。